# Onthophagus sjoestethi
Onthophagus sjoestethi là một loài bọ cánh cứng trong họ Bọ hung (Scarabaeidae).